# Campeonato Acriano de Futebol de 2021
O Campeonato Acriano de Futebol de 2021 foi a 94.ª edição da principal divisão do futebol acriano e a 76.ª organizada pela Federação de Futebol do Estado do Acre (FFAC). Teve o Rio Branco-AC como campeão e o Humaitá como o vice-campeão. Gabriel Ceará, do Rio Branco, e Digão, do Atlético Acreano, foram os maiores goleadores do torneio, com 7 gols.

## Regulamento
A competição será disputada em pontos corridos, sendo o primeiro turno com todas as equipes e o segundo turno com os quatro melhores classificados. A fórmula de disputa não prevê semifinais e finais de turno, sendo campeão do primeiro e segundo turno o time com melhor campanha ao término das rodadas. Caso o mesmo clube vença os dois turnos, será declarado campeão estadual. Caso contrário, o título será decidido entre os campeões do primeiro e segundo turno. Quanto ao rebaixamento, ficou decidido também que não haverá clube rebaixado. A competição deu ao campeão e vice vagas para a Copa do Brasil de 2022, para a Copa Verde de 2022 e para a Série D de 2022.

## Participantes
| Fonte: FFAC e Futebol do Norte. |

## Primeiro turno
| Pos | Times             | Pts | J | V | E | D | GP | GC | SG  |
| --- | ----------------- | --- | - | - | - | - | -- | -- | --- |
| 1   | Humaitá           | 20  | 8 | 6 | 2 | 0 | 20 | 3  | +17 |
| 2   | Atlético Acreano  | 20  | 8 | 6 | 2 | 0 | 15 | 1  | +14 |
| 3   | Galvez            | 17  | 8 | 5 | 2 | 1 | 17 | 6  | +11 |
| 4   | Rio Branco-AC     | 11  | 8 | 3 | 2 | 3 | 15 | 8  | +7  |
| 5   | Vasco-AC          | 10  | 8 | 3 | 1 | 4 | 13 | 13 | 0   |
| 6   | São Francisco-AC  | 8   | 8 | 2 | 2 | 4 | 9  | 12 | −3  |
| 7   | Náuas             | 8   | 8 | 2 | 2 | 4 | 3  | 14 | –11 |
| 8   | Andirá            | 6   | 8 | 2 | 0 | 6 | 8  | 16 | –8  |
| 9   | Plácido de Castro | 1   | 8 | 0 | 1 | 7 | 9  | 36 | –27 |

|              | AND | ATL | GAL | HUM | NAU | PLA | RIO | SAO | VAS |
| ------------ | --- | --- | --- | --- | --- | --- | --- | --- | --- |
| Andirá       | —   | –   | –   | –   | 0–1 | 4–2 | –   | 1–0 | 0–5 |
| Atlético     | 1–0 | —   | 0–0 | 0–0 | –   | 8–0 | 1–0 | –   | –   |
| Galvez       | 3–1 | –   | —   | –   | 0–0 | 4–1 | –   | –   | –   |
| Humaitá      | 3–2 | –   | 2–1 | —   | –   | –   | –   | 1-0 | 2–0 |
| Náuas        | –   | 0–1 | –   | 0–5 | —   | –   | 0–4 | 0–3 | –   |
| Plácido      | –   | –   | –   | 0–7 | 1–2 | —   | 1–6 | –   | 3–4 |
| Rio Branco   | 1–0 | –   | 1–2 | 0–0 | –   | –   | —   | 2–2 | –   |
| S. Francisco | –   | 1–2 | 0–4 | –   | –   | 1–1 | –   | —   | 2–1 |
| Vasco        | –   | –   | 1–3 | –   | 0–0 | –   | 2–1 | –   | —   |

|  |                     |  |        |  |                      |
|  | Vitória do Mandante |  | Empate |  | Vitória do Visitante |

| O(s) primeiro(s) jogo(s) será(ão) disputado(s) em julho de 2021. Fonte: GE e Soccerway. |
| Regras para classificação: 1) mais vitórias; 2) melhor saldo de gols; 3) mais gols pró; 4) confronto direto; 5) menos cartões vermelhos; 6) menos cartões amarelos; 7) mais gols fora de casa; 8) sorteio). |

## Segundo turno
| Pos | Times            | Pts | J | V | E | D | GP | GC | SG |
| --- | ---------------- | --- | - | - | - | - | -- | -- | -- |
| 1   | Rio Branco-AC    | 9   | 3 | 3 | 0 | 0 | 8  | 4  | +4 |
| 2   | Humaitá          | 6   | 3 | 2 | 0 | 1 | 6  | 3  | +3 |
| 3   | Atlético Acreano | 3   | 3 | 1 | 0 | 2 | 6  | 9  | –3 |
| 4   | Galvez           | 0   | 3 | 0 | 0 | 3 | 3  | 7  | –4 |

|            | ATL | GAL | HUM | RIO |
| ---------- | --- | --- | --- | --- |
| Atlético   | —   | 2–1 | —   | 3–4 |
| Galvez     | —   | —   | —   | 1–3 |
| Humaitá    | 4–1 | 2–1 | —   | 0–1 |
| Rio Branco | —   | —   | —   | —   |

|  |                     |  |        |  |                      |
|  | Vitória do Mandante |  | Empate |  | Vitória do Visitante |

| O(s) primeiro(s) jogo(s) será(ão) disputado(s) em data a ser definida. Fonte: GE e Soccerway. |
| Regras para classificação: 1) mais vitórias; 2) melhor saldo de gols; 3) mais gols pró; 4) confronto direto; 5) menos cartões vermelhos; 6) menos cartões amarelos; 7) mais gols fora de casa; 8) sorteio). |

## Final

### Ida
| 03 de outubro | Humaitá       | 1 – 0 | Rio Branco-AC | Rio Branco                                    |  |
| 16:00         | Jefferson 80' |       |               | Estádio: Arena da Floresta Árbitro: A definir |  |

### Volta
| 09 de outubro | Rio Branco-AC           | 1 – 0 | Humaitá | Rio Branco                                    |  |
| 17:00         | Gabriel Ceará 57' (pen) |       |         | Estádio: Arena da Floresta Árbitro: A definir |  |

|                                           |       | Penalidades                  |  |
| Mamude Caique Leandro Bahia Gabriel Ceará | 4 − 2 | Paulo Gustavo Matheus Aldair |  |

## Premiação
| Campeonato Acriano de 2021 - Primeira Divisão |
| Rio Branco (Acre)                             |
| --------------------------------------------- |
| Rio Branco-AC Campeão (48.º título)           |

## Classificação Geral
Obrigatoriamente os Finalistas da Fase Final devem ocupar as duas primeiras colocações independente da sua pontuação.  